# Conus symmetricus
Conus symmetricus é uma espécie de gastrópode do gênero Conus, pertencente à família Conidae.